# Myrica
Myrica es un género con 35-50 especies de árboles pequeños y arbustos perteneciente a la familia de las miricáceas.

## Distribución
El género está ampliamente distribuido por África, Asia, Europa, Norteamérica y Sudamérica, y sólo faltan en Australasia. Algunos botánicos dividen el género en dos géneros sobre la base de la estructura y las frutas, Myrica se restringe a unas pocas especies, y los otras se encuentran en Morella.

## Descripción
Las especies varían desde arbustos de 1 metro hasta árboles de 20 metros, algunos son caducos, pero la mayoría de las especies son perennes. La raíces pueden fijar el nitrógeno por acción de bacterias que permiten a las plantas crecer en suelos muy pobres en contenido de nitrógeno. Las hojas están dispuestas en espiral, simples, 2 a 12 cm de largo, oblongo lanceoladas con una base cónica y punta más amplia, y un margen arrugado o finamente dentado. Las flores son amentos dioicos. El fruto es una pequeña drupa, usualmente recubierto de cera.

## Taxonomía
El género fue descrito por Carlos Linneo y publicado en Species Plantarum 2: 1024. 1753. La especie tipo es: Myrica gale

## Especies
- Myrica adenophora
- Myrica californica
- Myrica cerifera
- Myrica esculenta
- Myrica faya
- Myrica gale
- Myrica hartwegii
- Myrica heterophylla
- Myrica holdrigeana
- Myrica inodora
- Myrica integra
- Myrica nana
- Myrica parvifolia
- Myrica pensylvanica
- Myrica pilulifera
- Myrica pubescens
- Myrica rubra
- Myrica serrata